# Fughetti Luz
Marco Antonio de Figueiredo Luz (São Francisco de Paula, 10 de março de 1947 - Porto Alegre, 14 de abril de 2023), mais conhecido como Fughetti Luz, foi um cantor e compositor brasileiro. Foi vocalista e principal compositor de bandas pioneiras do rock brasileiro como Liverpool e Bixo da Seda na década de 1970, assim como de grupos como Taranatiriça e Bandaliera na década de 1980.

## Influência e Legado
Após vencer o II Festival Universitário da Música Popular Brasileira em Porto Alegre, Fughetti Luz e seus companheiros da banda Liverpool, apresentaram sua canção "Por Favor, Sucesso" no IV Festival Internacional da Canção, em 1969, no Rio de Janeiro. Esta apresentação atraiu alguma atenção e a banda acabou recebendo comparações com Os Mutantes, bem como oportunidades para se apresentar em programas no centro do país.
O guitarrista Luis Sérgio Carlini da banda Tutti Frutti afirma que Fughetti Luz sempre foi um de seus grandes ídolos na música. Ele conta que lembra vividamente o dia em que viu o Liverpool pela primeira vez no programa Som Livre Exportação, comandado por Elis Regina e Ivan Lins: "Quando vi aqueles caras na TV, excêntricos, cabeludos, e tocando muito, fiquei completamente vidrado. E logo me tornei amigo de todos na banda".
Fughetti Luz influenciou na formação de bandas primordiais do rock gaúcho, como Bandaliera, Guerrilheiro Anti-Nuclear e Taranatiriça, as duas primeiras criadas inclusive para interpretar suas canções, hoje consideradas clássicos do rock gaúcho como Campo Minado, Rockinho e Nosso Lado Animal.
Carlos Eduardo Miranda, ex-Taranatiriça, que saiu do rock gaúcho para tornar-se produtor de referência no rock brasileiro, lembra a importância de Fughetti para seu início: "Eu e o Truda [Marcelo Truda, guitarrista do Taranatiriça] não perdíamos um show do Bixo, admirávamos demais o Fughetti. Era um cara loucão que dava para abordar depois do show e trocar uma ideia. Sempre se mostrou um cara que curte novidade e sabe respeitar as diferenças".

### Morte
Morreu na madrugada de 14 de abril de 2023 aos 76 anos. O músico vinha enfrentando problemas pulmonares nos últimos anos e estava internado no Hospital Ernesto Dornelles em Porto Alegre..

## Discografia

### Discografia solo
- Fughetti Luz (1998)
- Xeque-Mate (2002)
- Tempo Feiticeiro (2017)

### Liverpool
- Por Favor, Sucesso (1967)

### Bixo da Seda
- Bixo da Seda (também conhecido como "Estação Elétrica"[11]) (1976)